# Maurice Garet
Pour les articles homonymes, voir Garet.
Maurice Garet, né le 2 octobre 1869 à Amiens et mort le 14 avril 1937 au Touquet-Paris-Plage, est un avocat et un avoué français à Amiens dans le département de la Somme et l'un des principaux fondateurs de la Société académique de Paris-Plage.

## Biographie

### Situation personnelle et familiale
Maurice Léon Alexandre est né le 2 octobre 1869 à Amiens dans le département de la Somme, fils de Léon Garet, propriétaire, et de Céline Marie Carré, propriétaire.
Il se marie, le 29 septembre 1902 à Montdidier, avec Marie Thérèse Françoise Lépinois. Il est le père de Pierre Garet, député de la Somme.
Il est engagé volontaire le 28 mars 1890, pour une durée de trois ans, à la mairie d'Amiens. Il participe à la Première Guerre mondiale et en sort avec le grade de sergent.

### Parcours professionnel
Après des études au lycée d'Amiens, d'où il sort bachelier ès-lettres et à la faculté de droit de Paris, licencié en droit, Maurice Garet exerce comme avocat à la cour d'appel d'Amiens de 1895 à 1901. Il est avoué près la cour d'appel d'Amiens, décret du (22 avril 1901) et juge de paix suppléant du 2e arrondissement d'Amiens, décret du 15 février 1902.
Il est membre de la conférence littéraire d'Amiens de 1894 à 1902
Il est le fondateur, en 1894, à Amiens, de la Société des Rosati Picards dont il est depuis membre du comité et secrétaire archiviste. Il est membre du jury des concours littéraires des Rosati de Paris, depuis 1899.
Il est élu membre titulaire de l'académie d'Amiens, le 30 octobre 1903, membre du conseil des directeurs de la Caisse d'Épargne d'Amiens depuis le 30 décembre 1905, membre titulaire non résidant de la Société des antiquaires de Picardie à partir du 9 janvier 1906.
Il est nommé chancelier de l'Académie d'Amiens, pour l'année 1910, puis directeur pour l'année 1911.

### Son histoire à Paris-Plage
Au Touquet-Paris-Plage, Maurice Garet est un des fondateurs de la Société académique de Paris-Plage en juillet 1906.
En effet, le 3 juillet 1906, Maurice Garet, propose à quelques amis de se réunir pour constituer une Société Académique, afin de rassembler et répertorier des archives locales et de veiller à leur conservation, il adresse, à un certain nombre de personnalités paris-plageoises, la lettre circulaire suivante :

« Amiens, 3 juillet 1906.
Monsieur,
Paris-Plage fêtera en 1907 ses vingt-cinq ans d'existence.
En ce quart de siècle, son évolution aura été complète. Rien ne manquera à la nouvelle ville.
Aussi pour enregistrer le passé, pour préparer l'avenir, ne faut-il pas qu'à la date de ce jubilé soit présente une société académique locale, solidement établie et dont le rôle est devenu indispensable ?
Je viens vous proposer de constituer cette société Fiat lux, fiat urbs !
Vous trouverez ci-inclus un projet de statuts.
La réunion constitutive aura lieu à Amiens, 30 rue Victor-Hugo, lundi 9 juillet, à 3 heures.
Je vous serais reconnaissant de vouloir bien y assister, ou m'adresser avant cette date :
1. vos observations sur le projet de statuts
2. une liste des personnes susceptibles d'être choisies pour faire partie des vingt-cinq membres titulaires.

Veuillez croire, Monsieur, à mes sentiments les plus distingués.
Maurice Garet Avoué près la Cour d'Appel, 30 rue Victor-Hugo Amiens »

Le 9 juillet 1906, Maurice Garet crée la Société académique de Paris-Plage.
Il en est président de 1906 à 1909 puis secrétaire perpétuel depuis le 8 juin 1909, membre du syndicat des propriétaires de Paris-Plage le 20 août 1911, membre du comité du syndicat d'initiative du Touquet-Paris-Plage, le 26 août 1912 et secrétaire du comité du syndicat d'initiative du Touquet-Paris-Plage, le 10 octobre 1913.
Il habite 30, rue Victor-Hugo à Amiens, en 1909.
Il meurt le 14 avril 1937 au Touquet-Paris-Plage et est inhumé, dans le caveau familial, au cimetière Saint-Acheul d'Amiens.

## Distinctions
Maurice Garet est fait officier d'académie par arrêté ministériel du 1er août 1909, décoré de la croix de guerre 1914-1918 et nommé chevalier de l'ordre national de la Légion d'honneur par décret du 29 juillet 1932.

## Publications
Maurice Garet publie, outre de nombreux articles de presse notamment dans Le Paris-Plage, Picardie-revue, la Revue des enfants du Nord, la Revue septentrionale, La Picardie, Notre Picardie, etc. :
- L'Abri, revue littéraire (Amiens, impr. Yvert et Tellier, 1893-95) ;
- Le vieux Lafleur, à-propos amiénois, (Amiens, impr. Duchatel, 1900) ;
- Chant des Picards, (musique de P. Bulot), (Amiens, impr. Clochez, 1901) ;
- Un chansonnier picard, Emmanuel Bourgeois, (Cayeux, impr. Maison, 1900) ;
- Hector Crinon, poète picard, (Cayeux, impr. Maison, 1904) ;
- Depuis cent ans, rapide historique du lycée d'Amiens, (Centenaire du Lycée, Amiens, impr.Roye, 1906) ;
- Le goût du terroir, (Amiens, impr.Yvert et Tellier, 1908) ;
- L'activité moderne, réponse au discours de réception de M. Émile Ponche, à l'académie d'Amiens, (Amiens, impr.Yvert et Tellier, 1909) ;
- Des fruits du pays, poésies. (Imprimerie Ollivier, Cayeux-sur-Mer, 1910)[6].

## Hommage
Une rue d'Amiens porte le nom de « rue Pierre et Maurice Garet ».

## Pour approfondir